# Anthology (Burzum-válogatás, 2002)
Nem összetévesztendő a következővel: Anthology (Burzum-válogatás, 2008).
Az Anthology egy Burzum-válogatás, ami 2002-ben jelent meg. Az album tartalmazza a Burzum első hét stúdióalbumának válogatott számait és két dalt a Ragnarök (A New Beginning) című bootleg-albumról.
Az album bevételének egy része az Allgermanic Heathen Front-hoz kerül.

## Számlista
Az összes szám szerzője Varg Vikernes. 
| #   | Cím                      | Hossz |
| --- | ------------------------ | ----- |
| 1.  | Ea, Lord of the Depths   | 4:51  |
| 2.  | War                      | 2:30  |
| 3.  | Stemmen fra tårnet       | 6:09  |
| 4.  | Hvis lyset tar oss       | 8:05  |
| 5.  | Lost Wisdom              | 4:39  |
| 6.  | Jesus Tod                | 8:39  |
| 7.  | Í Heimr Heljar           | 2:02  |
| 8.  | Ansuzgardaraiwô          | 4:28  |
| 9.  | Et hvitt lys over skogen | 9:19  |
| 10. | Håvamål                  | 12:18 |

## Közreműködők
- Varg Vikernes – ének, dalszöveg, összes hangszer
- Euronymous – gitárszóló a "War" című számon
- Samoth – basszusgitár a "Stemmen fra tårnet" című számon